# دانيال غوت
دانيال غوت هو محامي وسياسي أمريكي، ولد في 10 يوليو 1794، وتوفي في 6 يوليو 1864. نشط حزبياً في حزب اليمين. وقد انتخب عضو مجلس النواب الأمريكي ‏.